# Villa Santa Lucia
Villa Santa Lucia és un comune (municipi) de la província de Frosinone, a la regió italiana del Laci, situat a uns 110 km al sud-est de Roma i a uns 35 km al sud-est de Frosinone.
Villa Santa Lucia limita amb els municipis de Cassino, Piedimonte San Germano, Pignataro Interamna i Terelle.
A 1 de gener de 2019 tenia 2.605 habitants.